# موترتینید
موترتینید (به انگلیسی: Motretinide) با فرمول شیمیایی C۲۳H۳۱NO۲ یک ترکیب شیمیایی با شناسه پاب‌کم ۴۱۸۲۷ است. که جرم مولی آن ۳۵۳٫۴۹۷۷۴ g/mol می‌باشد. 